# Castillo Steen (Amberes)

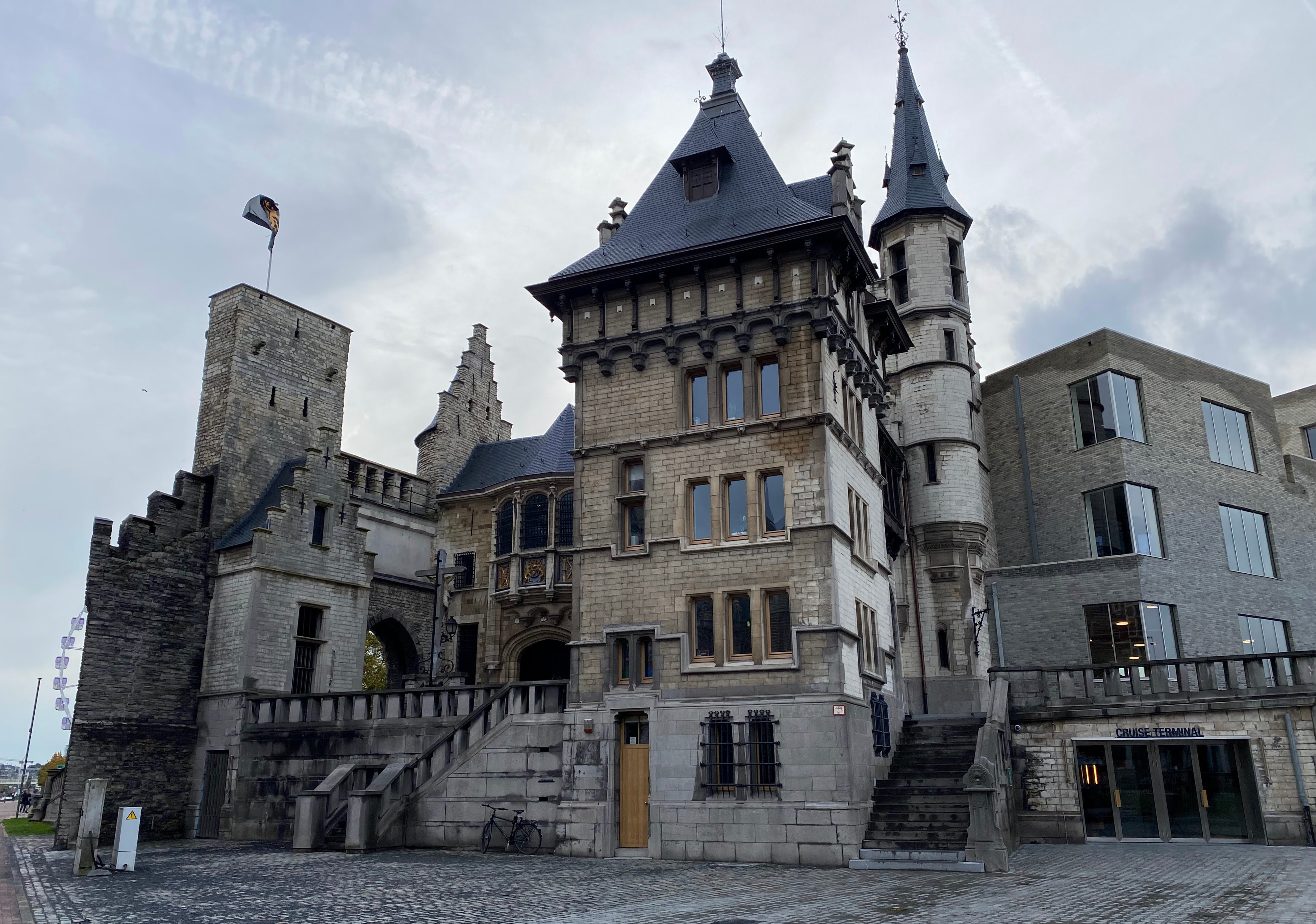
Het Steen, Amberes, Bélgica

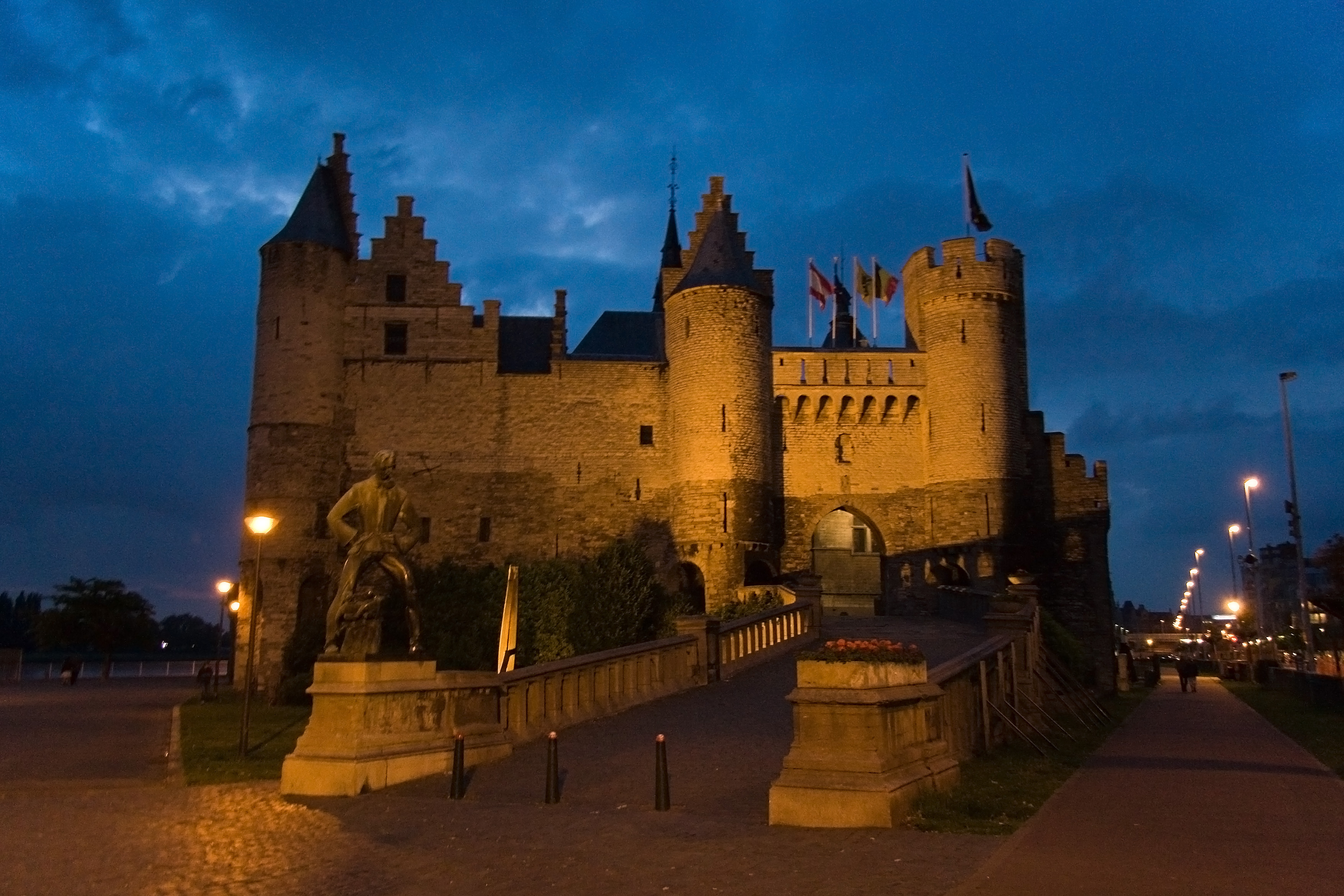
El castillo de noche

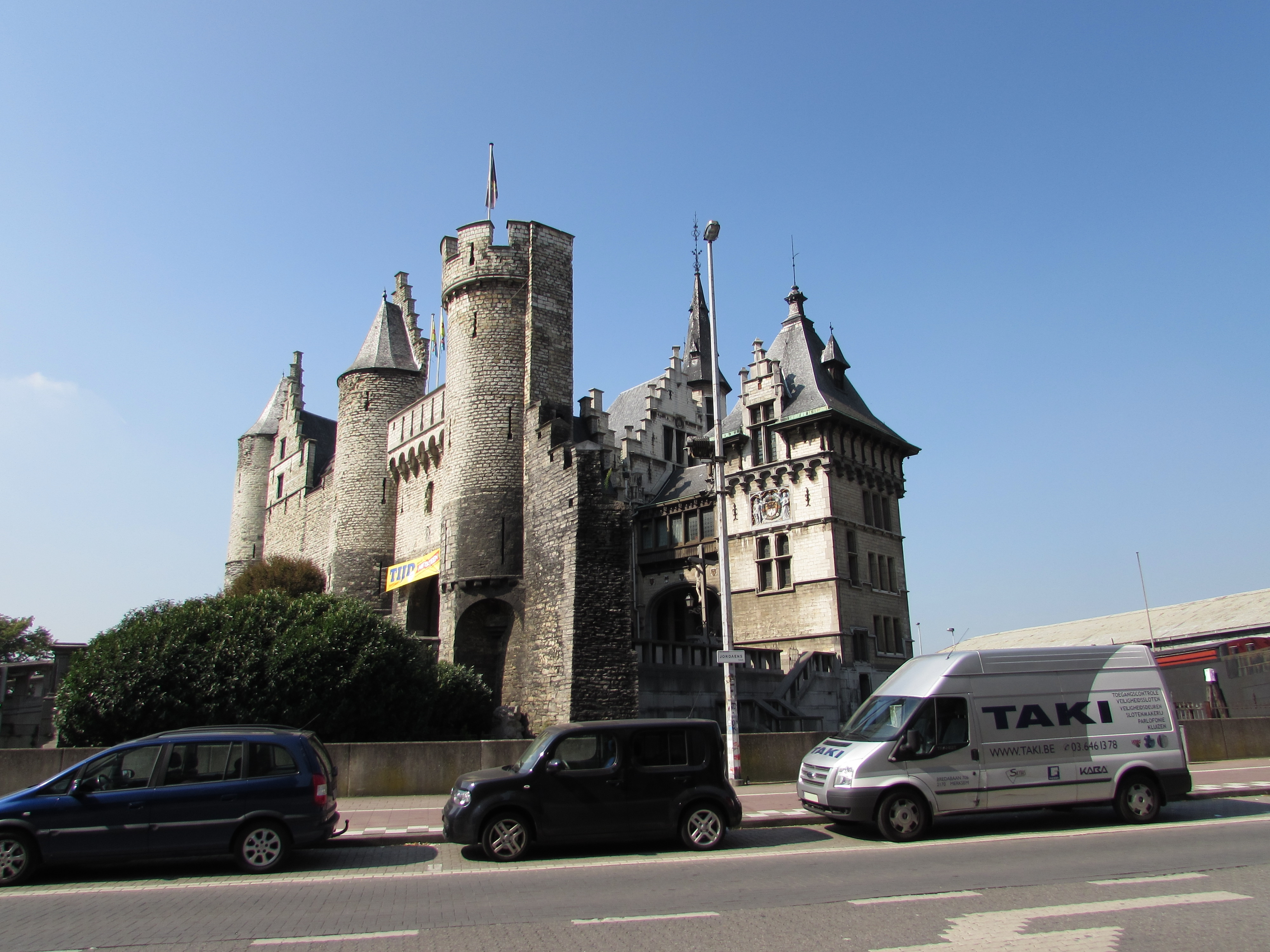
Castillo Het Steen visto desde la calle Ernest van Dijckkaai en Amberes, Bélgica

El castillo Steen (la roca en neerlandés) es una fortaleza medieval de la ciudad vieja de Amberes, Bélgica. Fue la primera fortaleza en piedra de Amberes y se construyó después de las incursiones vikingas en los comienzos se la Edad Media. La fortaleza hizo posible controlar el acceso al Escalda, el río en cuya orilla se levanta. Es la construcción más antigua de la ciudad.
En el lugar donde hoy se encuentra el castillo Steen, hubo un fuerte del siglo IX. El actual castillo fue construido entre 1220 y 1225 como residencia para el Márgrave de Amberes. En ese momento, el edificio era conocido como Antwerpse Burcht, o "Fortaleza de Amberes." Recibió su nombre hacia 1520, después de la ampliación llevada a cabo por el emperador Carlos V quien encomendó la labor a los grandes arquitectos flamencos Keldermans y De Waghemakere. Se la conocía como la roca del rey ("'s Heeren Steen"), y con el tiempo el "Het Steen" (la roca). "Steen" significa "piedra" en holandés. De esta época es la elegante capilla en cuya puerta de acceso figura el lema de Carlos V: Plus Ultra. Fue utilizada como prisión entre 1303 y 1827. Durante el siglo XVI, aquí se ejecutó a reos encontrados culpables de herejía. 
La mayor parte de la fortaleza, incluyendo decenas de casas históricas y la iglesia más antigua de la ciudad, fue demolida en el siglo XIX para ampliar el puerto de Amberes. Entre 1889 y 1890, se añadió un ala al castillo, hecha en estilo neogótico, suprimida durante los  trabajos de restauración llevados a cabo entre 1953 y 1958. En 1952, fue anexada al castillo el Nationaal Scheepvaartmuseum, el museo nacional de la navegación. El museo, que alberga una colección de 94.000 piezas, se cerró en diciembre de 2008, para ser transferido al Museum aan de Stroom en 2011. También hay un monumento en recuerdo de los soldados canadienses que participaron en la Segunda Guerra Mundial.

## Curiosidades
Frente a la entrada del castillo, se encuentra la estatua de Lange Wapper, un gigante que, según la leyenda, en las noche vagaba por las calles de Amberes, asustando a los habitantes de la ciudad. 
El arco por el que se accede al castillo está coronado con un bajorrelieve desfigurado de un hombre, de hacia el siglo II. Representa a Semini, dios celta de la fertilidad. Las mujeres del lugar recurrían al culto de Semini para quedar embarazadas. Ese culto pagano quedó olvidado bastante después de la caída del Imperio Romano (s. V) por la conversión al cristianismo de estas gentes. La escultura del hombre, que portaba un falo enorme, fue parcialmente desfigurada por los jesuitas en el siglo XVII. Desde 1986 la asociación cultural AKSIE, rememora este y otros aspectos de la historia del Castillo (AKSIE = Antwerp Komitee Semini in Ere).

## Galleria de imágenes

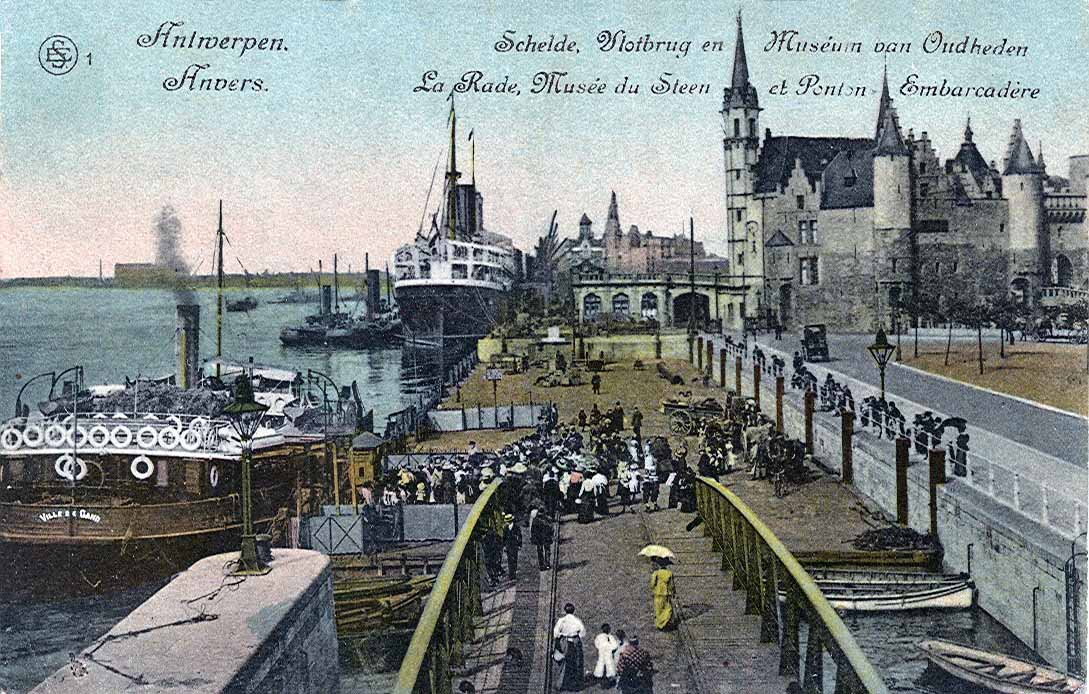
Het Steen a comienzos del siglo XX
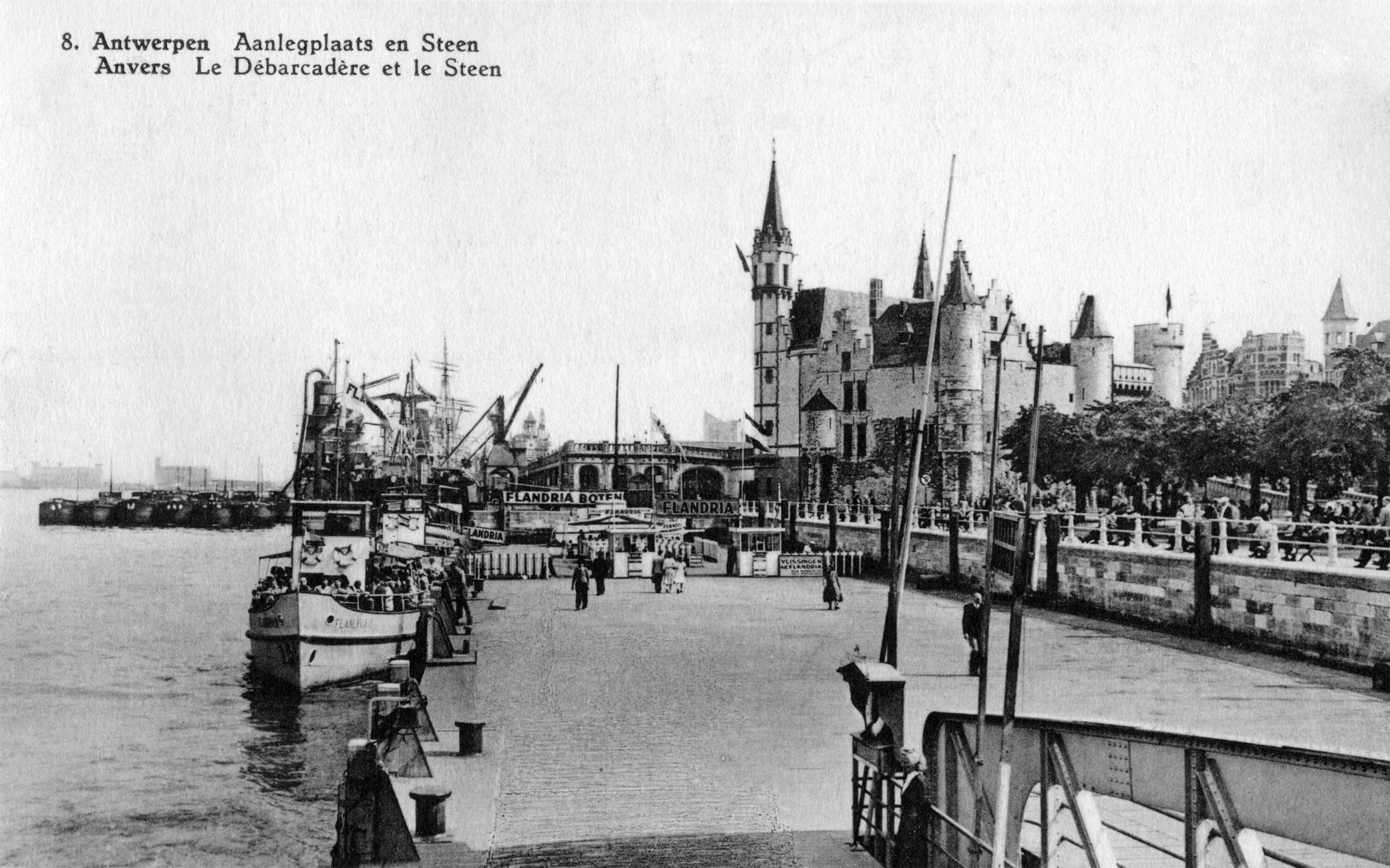
Het Steen en los años 1930
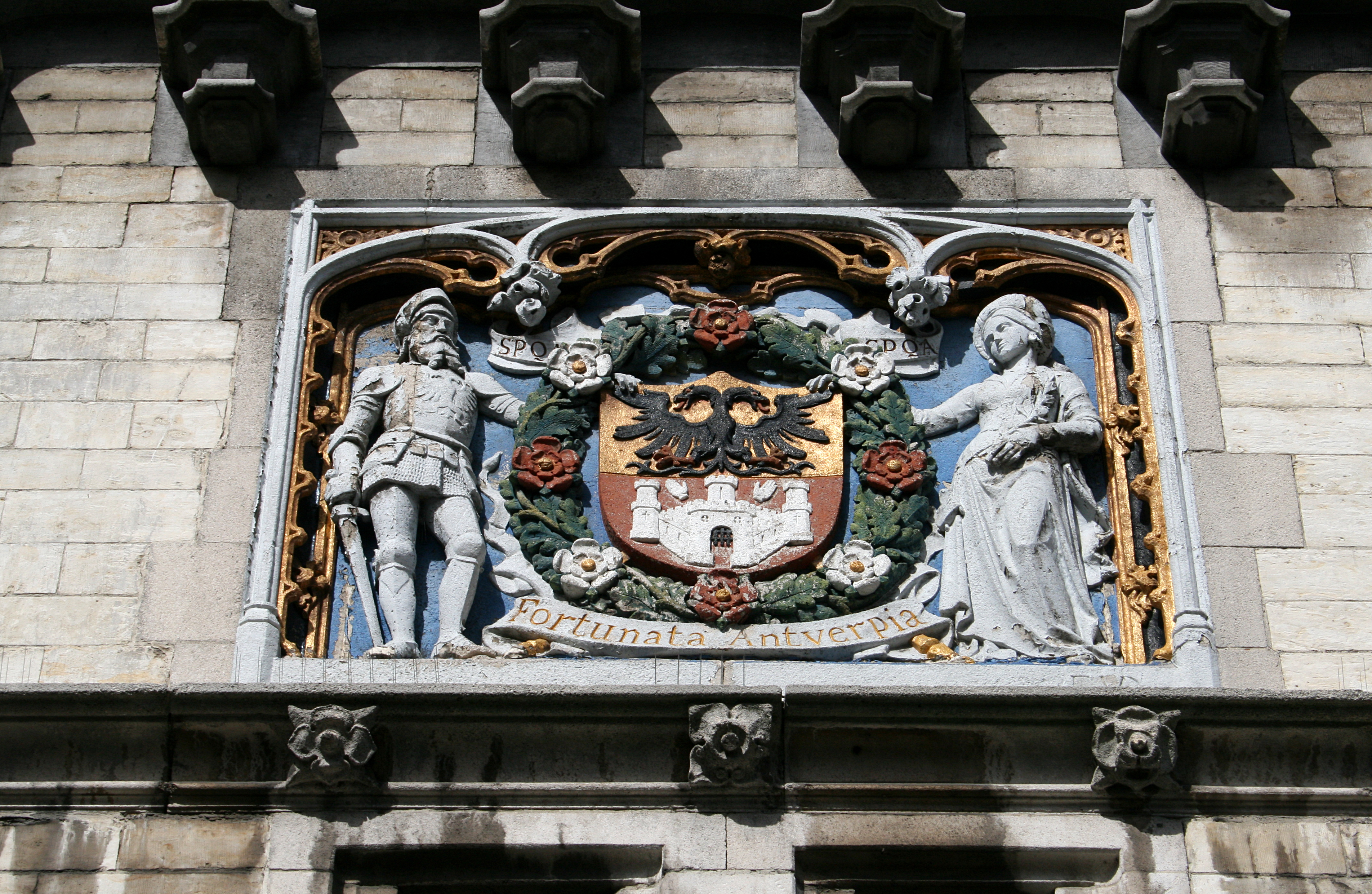
Escudo de Amberes en el muro del castillo

- Wikimedia Commons alberga una categoría multimedia sobre Castillo Steen.

- Datos: Q1014126
- Multimedia: Het Steen / Q1014126